# Guy's Hospital
Il Guy's Hospital è un grande ospedale che sorge nel quartiere di Southwark, nel sud-est di Londra, Inghilterra. È amministrativamente parte del Guy's e St Thomas' NHS Foundation Trust. Si tratta di un importante ospedale universitario, sede del King's College di Londra, Facoltà di Medicina e Odontoiatria (precedentemente noto come GKT School of Medicine). È il secondo edificio ospedaliero più alto del mondo (143m), superato nel 2015 dallo Houston Methodist Hospital di Houston, Texas.

## Storia
L'ospedale è stato fondato nel 1721 da Thomas Guy (1644/45-27, dicembre 1724), un editore di Bibbie senza licenza che aveva fatto una fortuna nel South Sea Bubble. È stato originariamente creato come un ospedale per i pazienti "incurabili" trasferiti dal St. Thomas Hospital. Già in precedenza Guy era stato amministratore e benefattore del St. Thomas; è tutt'oggi sepolto nella cripta della cappella di sua fondazione.

Il Guy's è stato ampliato nel corso dei secoli. L'edificio originale consisteva in un cortile di fronte St Thomas Street, comprendente un salone sul lato est e sul lato ovest la cappella, la casa della capo-infermiera e quella del chirurgo. Il chiostro interno è stato successivamente rinnovato e dedicato ai membri dell'ospedale caduti nella Prima Guerra Mondiale. Il lato est comprende i reparti di cure e la 'casa di conteggio', mentre il quadrante nord è dominato dalla statua di Lord Nuffield che è stato il direttore amministrativo per molti anni e anche un grande benefattore. Queste parti originali dell'ospedale sono attualmente sede amministrativa e sociale.

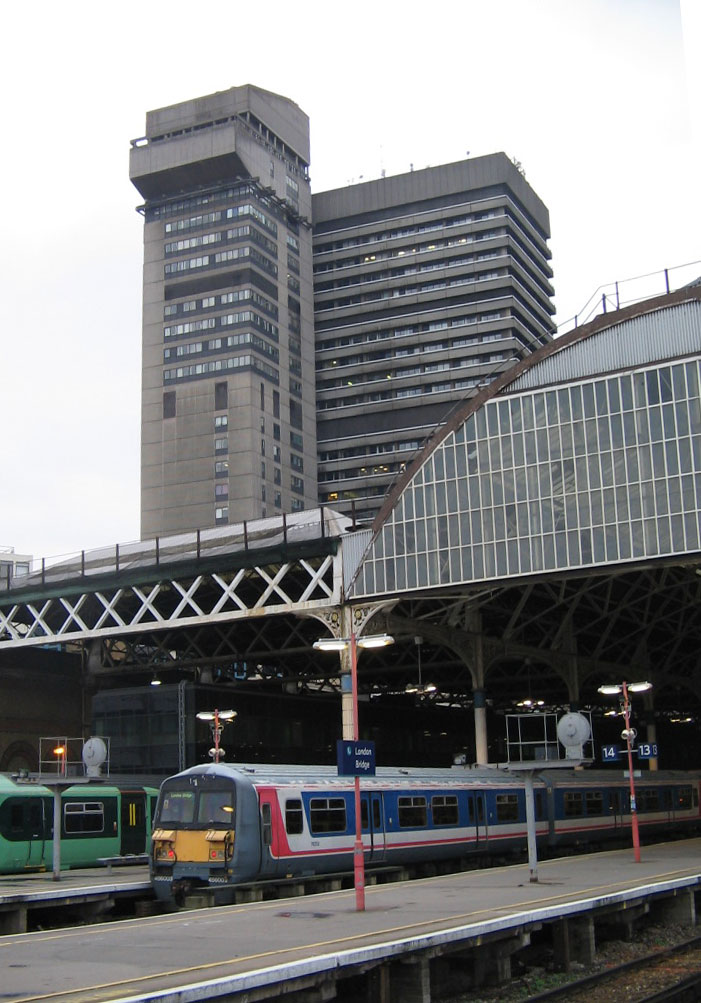
Torre del Guy's Hospital vista dalla London Bridge station

Nonostante i notevoli danni causati dai bombardamenti durante la Seconda guerra mondiale, la cappella originale del XVIII secolo rimase intatta, così come la tomba di Thomas Guy con una splendida scultura in marmo di John Bacon.
Un lascito di 200.000 sterline, da parte di William Hunt nel 1829, una delle donazioni più grandi di tutta la storia d'Inghilterra, permise l'aggiunta di un centinaio di posti letto. Il nome di Hunt venne dato all'espansione meridionale dell'edificio ospedaliero. Questa fu poi sostituita da un nuovo edificio accademico per il King's College, conosciuto come la “Nuova Casa Hunt”.
Nel 1974, all'ospedale venne aggiunta la Torre del Guy's, di 34 piani. Raggiungendo i 143 metri di altezza, è il secondo edificio ospedaliero più alto del mondo, quarantesimo fra i palazzi di Londra. Progettata da Watkins Gray, la torre del Guy è divisa in due sezioni: i piani più alti (18-30) sono sede della facoltà di odontoiatria, mentre i piani inferiori (0-18) ospitano il dipartimento di medicina.
L'ultima aggiunta agli edifici della clinica è stata la Thomas Guy House, completata nel 1995. Inizialmente doveva essere chiamata Philip Harris House, ma il benefattore ha ritirato i suoi finanziamenti per protestare contro la fusione forzata del Guy's Hospital col St Thomas. 
Al loro interno lavorano oltre 8000 dipendenti. Essi sono due dei più antichi ospedali universitari, e sono situati proprio nel cuore della capitale. Uno dei principali servizi è rappresentato dalle cure dentarie, con circa 120.000 pazienti l'anno.

## Medici illustri che hanno lavorato al Guy's Hospital
- Thomas Addison, scopritore della malattia di Addison
- Thomas Hodgkin, scopritore del Linfoma di Hodgkin
- Richard Bright, scopritore della malattia di Bright
- Sir Astley Cooper, scopritore dei legamenti di Cooper del seno
- Edward Cock, chirurgo e nipote di Sir Astley Cooper
- Sir Alexander Fleming, scopritore della penicillina e professore di patologia
- Sir Samuel Wilks
- Sir Alfred Poland, il primo a descrivere la sindrome di Poland
- Sir Frederick Hopkins, scopritore delle vitamine
- Sir William Withey Gull, il primo a descrivere il mixedema e a utilizzare il termine anoressia nervosa
- James Hinton, otologista
- John Hilton, grande anatomista e chirurgo
- Humphry Osmond, psichiatra che utilizzò droghe psichedeliche e coniò questo termine
- Il Barone John Butterfield
- Frederick William Pavy, lavorò con Richard Bright, fu uno dei fondatori e dirigenti della Medical and Chirurgical Society di Londra
- John Braxton Hicks, ostetrico, scopritore delle contrazioni uterine di Braxton Hicks
- Gerard Folliott Vaughan, psichiatra inglese, che fu anche politico e ministro durante il governo di Margaret Thatcher
- James Jurin, compì i primi lavori sull'epidemiologia del vaccino contro il vaiolo
- Abraham Pineo Gesner, chirurgo e inventore della raffinazione del kerosene
- John Keats, poeta inglese e studente di medicina
- Philip Henry Pye-Smith, medico
- Iain West, patologo forense

## Curiosità
Durante la Seconda guerra mondiale, Ludwig Wittgenstein lavorò al Guy's Hospital (e secondariamente in un laboratorio medico di Newcastle). Pensava, in quel periodo, di abbandonare la filosofia e darsi agli studi di medicina.